# Кастелло-Кабьяльо
Кастелло-Кабьяльйо (итал. Castello Cabiaglio) — коммуна в Италии, располагается в провинции Варесе области Ломбардия.
Население составляет 548 человек (2008 г.), плотность населения составляет 72 чел./км². Занимает площадь 7 км². Почтовый индекс — 21030. Телефонный код — 0332.
Покровителем коммуны почитается святой Аппиан.

## Администрация коммуны
- Официальный сайт: